# Vsévolod IV de Kiev
Vsévolod IV Sviatoslávich el Rojo (del ruso: Вcеволод Святославич Чермный) (? - Chernígov, agosto de 1212) fue un príncipe Rus' (miembro de la dinastía ruríkida). Su nombre de bautizo fue Daniil. Fue Gran Príncipe de Kiev (1203, 1206, 1207, 1208–1212); también fue príncipe de Chernígov (1204–1206/1208) y de Bélgorod (1205).
Fue uno de los jefes de la casa Ólgovichi (la dinastía gobernante de Chernígov) más exitoso: mientras fue príncipe, estableció por primera vez su gobierno desde las tierras de Halych hasta Kiev y desde Pereyaslavl hasta Chernígov.
Evidencias circunstanciales y arquitectónicas sugieren que inició proyectos de construcción en Chernígov: mandó un artel (equipo de constructores) a la ciudad donde construyó la iglesia de San Paraskeva Piátnitsa entre 1211 y 1214.

## Primeros años
Vsévolod fue el tercer hijo de Sviatoslav Vsévolodovich (posterior Príncipe de Kiev) con su esposa, María Vasílkovna de Pólotsk. El 14 de noviembre de 1179, Sviatoslav Vsévolodovich trajo a una hija del duque Casimiro II de Polonia (su nombre era Anastasía según el Liúbetskiy sinódnik) y la casó con Vsévolod. Los dominios de Vsévolod estaban localizados en el sector noroeste de las tierras viátichis.
Cuando el Kan Konchak con sus cumanos saquearon las tierras de Pereyaslavl hasta Dimítrov en febrero de 1184, Sviatoslav Vsévolodivich envió a sus hijos (incluido Vsévolod) y sus tropas al príncipe Ígor Sviatoslávich de Nóvgorod-Séverski, ordenándole perseguir a las tribus. Ígor Sviatoslávich persiguió a los asaltantes, encontrándolos en el río Jiria (afluente del río Vorskla), y tomando a muchos como prisioneros.
Bandos enemigos frecuentemente saqueaban el distrito de Porósie district (cuenca del río Ros) y las tierras de Chernígov luego de 1187. En 1192, Sviatoslav Vsévolodivich envió nuevamente a sus hijos (Vsévolod, Vladímir, y Mstislav) contra los cumanos. El propósito de la campaña (guiada de nuevo por Ígor Sviatoslávich) era asaltar los campamentos cumanos; los Ólgovichi se aventuraron en las estepas, pasando Kursk en la orilla superior del río Oskol. Pero los nómadas se reunieron en grandes cantidades y esperaron a los príncipes. Ígor Sviatoslávich, viendo que era superado en número, decidió ordenar a sus tropas escabullirse bajo el amparo de la oscuridad.
Su padre murió durante la última semana de julio de 1194, y su muerte cambió la jerarquía de entre los Ólgovichi. Su único hermano, Yaroslav Vsévolodovich se convirtió en la cabeza de la dinastía, y Vsévolod empezó a responder ante su tío. En otoño de 1196, Yaroslav Vsévolodovich ordenó a Vsévolod y a su hermano, Mstislav Sviatoslávich, acompañarlo contra el Gran Príncipe Vsévolod III Yurievich de Vladímir y el príncipe David Rostislávich de Smolensk, quienes estaban saqueando de los dominios de los Ólgovichi.

## Príncipe de Chernígov y lucha por Kiev
En 1201, el hermano de Vsévolod, Oleg Sviatoslávich, juró lealtad al Gran Príncipe Riúrik Rostislávich de Kiev quien se había aliado con los Ólgovichi en campaña contra el príncipe Román Mstislávich de Halych. Este último, sin embargo, se adelantó a su ataque, y los kievitas abrieron las puertas de Podil para él; Román forzó a Riúrik Rostislávich y a los Ólgovichi a capitular.
El 2 de enero de 1203, Riúrik Rostislávich y los Ólgovichi recapturaron Kiev. Riúrik se vengó de los kievitas; los cronistas declaran que su devastación fue superior a todos los ataques anteriores. Riúrik no tenía intención de ocupar la ciudad, pero no podía dejar Kiev sin un príncipe, por temor a que volviera a las manos de Román. En consecuencia, Vsévolod ocupó la ciudad.
Sin embargo, Riúrik Rostislávich evidentemente designó a su aliado en Kiev hasta que pudiera resolver su disputa con Román Mstislávich y ser reinstalado. En febrero, Román Mstislávich marchó contra Riúrik Rostislávich; este último se rindió ante él y Vsévolod III Yúrievich. Román Mstislávich también le aconsejó solicitar a Vsévolod Yúrievich reinstalarse en Kiev y prometió apoyar su petición. En consecuencia, el gran príncipe de Vladímir perdonó a Riúrik Rostislávich y le reasignó la ciudad, lo que lo obligó a romper relaciones con los Ólgovichi. Algunos meses más tarde, sin embargo, Román Mstislávich capturó a Riúrik Rostislávich y lo tonsuró como monje.
En el año 1204 un número de cronistas afirman que Oleg Sviatoslávich de Chernígov murió, mientras que otros agregan que su hijo murió junto a él. Los cronistas no identifican al sucesor de Oleg al momento de su muerte, pero evidencia posterior confirma que su hermano, Vsévolod, fue su reemplazante. Con la desaparición de la familia de Oleg Sviatoslávich, Vsévolod se apropió de los dominios de su hermano, además de los dominios que el propio Oleg había tomado de su hermano mayor, Vladímir Sviatoslávich; por lo que, con la extinción de las líneas de sus dos hermanos mayores, la familia de Vsévolod se convirtió en la línea más poderosa de los Ólgovichi.
El 29 de junio de 1205, Román Mstislávich muere, y dos de sus hijos sobreviven a él: Daniil y Vasílko Románovich. Los Ólgovichi marcharon a Kiev y se reunieron con Riúrik Rostislávich, quien se había restablecido allí; hicieron un pacto para atacar Halych. Los Ólgovichi probablemente habían prometido que, a cambio de Halych, apoyarían el reinado de Riúrik Rostislávich en Kiev. Sin embargo, al no haber logrado nada en Halych, Riúrik Rostislávich le pagó a Vsévolod por su apoyo dándole Bélgorod; Vsévolod, a su vez, se lo entregó a su hermano Gleb Sviatoslávich.
A principios del verano de 1206, Vsévolod congregó a todos los Ólgovichi para una snem (reunión) en Chernígov, posiblemente para organizar una segunda campaña contra Halych. Vsévolod además invitó a Mstislav Románovich de Smolensk; su familia política polaca también llevó tropas, y, en Kiev, Riúrik Rostislávich se les unió con su armada. Cuando los galitzianos y Daniil Románovich se enteraron lo grande que era fuerza que se había reunido contra ellos, le pidieron ayuda al rey Andrés II de Hungría; aun así, Daniil Románovich escapó a su patrimonio en Volodímir-Volinski. Mientras tanto, Andrés II cruzó las montañas y envió mensajeros al príncipe Yaroslav Vsévolodovich (hijo del Gran Príncipe Vsévolod III Yúrievich), invitándolo a gobernar Halych.
Al enterarse de que los húngaros estaban listos para la batalla cerca de Volodímir-Volinski, los Ólgovichi no se atrevieron a atacar Halych. Por varios días ningún bando realizó movimientos; finalmente, luego de que el rey negociara la paz con los polacos y volviera a su país, los Ólgovicihi también se retiraron.
Por ese momento, los galitzianos le enviaron un mensaje secreto a Vladímir Ígorevich (primo de Vsévolod) ofreciéndole gobernar Halych. Al recibir la invitación, Vladímir Ígorevich se escabulló de noche de los Ólgovichi sin informarle a Vsévolod; cabalgó hasta Halych, y la ocupó. Los galitzianos también le dieron dominios a los hermanos de Vladímir Ígorevich. Las fuentes no informan del destino de Nóvgorod-Síverski las ciudades de Poseme (a lo largo del río Seim) luego de que los Ígorevichi las desocuparon; a juzgar por un ejemplo anterior de un príncipe en ausencia, las ciudades vacantes probablemente fueron administradas por Vsévolod.
Luego de que Vsévolod fallara en tomar Halych, tomó ventaja de la gran fuerza a su disposición, le arrebató Kiev a Riúrik Rostislávich, y le obligó a retirarse a Vruchi. Vsévolod también mandó a sus posádniki a todas las ciudades kievitas. No hay duda de que Vsévolod hizo generosas concesiones a los Rostislavichi (miembros de la dinastía de Smolensk) para ganar su apoyo: el hijo de Riúrik Rostislávich, Rostislav Riúrikovich regresó a Vishgorod y su sobrino Mstislav Románovich de Smolensk sitió Bélgorod. Vsévolod, sin embargo, expulsó a Yaroslav Vsévolodovich de Pereyaslavl, y en septiembre, volvió con su padre (el Gran Príncipe Vsévolod III Yúrievich) en Súzdalia.
A pesar de que su hermano, Mstislav Sviatoslávich, era el siguiente en la línea por un dominio importante luego de que su hermano mayor ocupara Chernígov en consecuencia del sitio de Kiev por Vsévolod, este último pasó por alto a su hermano y le dio Pereyaslavl a su hijo Mijaíl Vsévolodovich.
Sin embargo, Riúrik Rostislávich, otrora monje, estaba decidido a recuperar el control de Kiev. En consecuencia, poco después de que Vsévolod ocupara la ciudad, Riúrik Rostislávich lo expulsó con relativa facilidad. Esto no es sorpresivo ya que las tropas que habían ayudado a Vsévolod habían vuelto a sus hogares. Su derrota en atrincherarse en Kiev también sugiere que sus hombre lo abandonaron, y finalmente se retiró a Chernígov.
A principios de 1207, Vsévolod marchó contra Kiev, pero esta vez su fuerza atacante sólo se constituía por sus hermanos Gleb y Mstislav Sviatoslávich con sus hijos; los cumanos fueron en su mayoría a saquear. Rodearon Kiev por 3 semanas pero no lograron nada t se retiraron.
En algún momento del verano de 1207, Vsévolod congregó a sus hermanos, a sus sobrinos, a los cumanos, y a los príncipes de Turov y Pinsk; también asistió el príncipe Vladímir Ígorevich de Halych. Se acercó a Kiev a través de Trepol para inhabilitar las avanzadas del sur de Kiev y privar a Riúrik Rostislávich de ayuda militar. Superado en número, Riúrik Rostislávich huyó a Vruchi incluso antes de que los Ólgovichi llegaran a Kiev. Vsévolod sitió Bélgorod, donde Mstislav Románovich se había atrincherado, y lo forzó a huir a Smolensk. Luego, atacó al sobrino de Riúrik Rostislávich, Mstislav Mstislávich, en Torchesk. Mstislav Mstislavich presentó una valietne resistencia; sin embargo, cuando Vsévolod mandó a los cumanos, Mstislav capituló para detener las atrocidades que estaban cometiendo. A la vista de la huida de Riúrik Rostislávich y de las victorias de Vsévolod, los kievitas abrieron sus puertas.
Al escuchar que Vsévolod había expulsado a Yaroslav Vsévolodovich de Pereyaslavl, su padre Vsévolod III Yúrievich se alió a su hijo mayor Konstantín Vsévolodovich de Nóvgorod, al príncipe Román Glebovich de Riazán y sus hermanos, y al príncipe Davíd Yúrievich de Múrom. El 19 de agosto, Vsévolod Yúrievich se puso en camino por el río Oká para encontrarse con los príncipes de Riazán. Luego de que estos últimos llegaran, dos de los príncipes acusaron a sus tíos de conspirar con los Ólgovichi contra Vsévolod Yúrievich; luego de comprobar que los acusados eran culpables, Vsévolod los tomó cautivos el 22 de septiembre y los llevó a Vladímir. A continuación, Vsévolod Yúrievich marchó contra Pronsk, donde residía su yerno Mijaíl Vsévolodovich, príncipe que había huido de su suegro. El 18 de octubre Vsévolod Yúrievich capturó Pronsk y tomó a la esposa de Mijaíl (su hija) como prisionera. Luego de devastar las tierras de Riazán, Vsévolod Yúrievich volvió a su hogar sin atacar Chernígov.
Cuando Riúrik Rostislavich supo que Vsévolod Yúrievich estaba devastando Riazán, montó a toda prisa a Kiev, expulsó a Vsévolod y ocupó la ciudad. Vsévolod escapó de Kiev con su esposa y sus hijos. Vsévolod lanzó un ataque contra Kiev a finales de febrero de 1208, pero no logró nada, aunque debe haber conseguido algún tipo de beneficio en el saqueo de los alrededores de Kiev. Sin embargo, Riúrik Rostislávich murió ese mismo año, y al convertirse Vsévolod en el único pretendiente a la capital de la Rus, ocupó Kiev.

## Gran Príncipe de Kiev
Durante el invierno de 1210, Vsévolod y todos los Ólgovichi enviaron al metropolitano Matfei a Vsévolod Yúrievich, quien estaba arrasando las ciudades de Riazán, solicitando la paz. Los cronistas afirman que se rindieron incondicionalmente; sin duda, Vsévolod Yúrievich exigió a los Ólgovichi ceder el control de Pereyaslav. Luego de que Vsévolod se rindiera incondicionalmente, , Vsévolod Yúrievich liberó a su hija (la esposa de Mijaíl Vsévolodovich de Pronsk). Sin embargo, Vsévolod Yúrievich mantuvo a los príncipes de Riazán encadenados y se negó a perdonarlos.

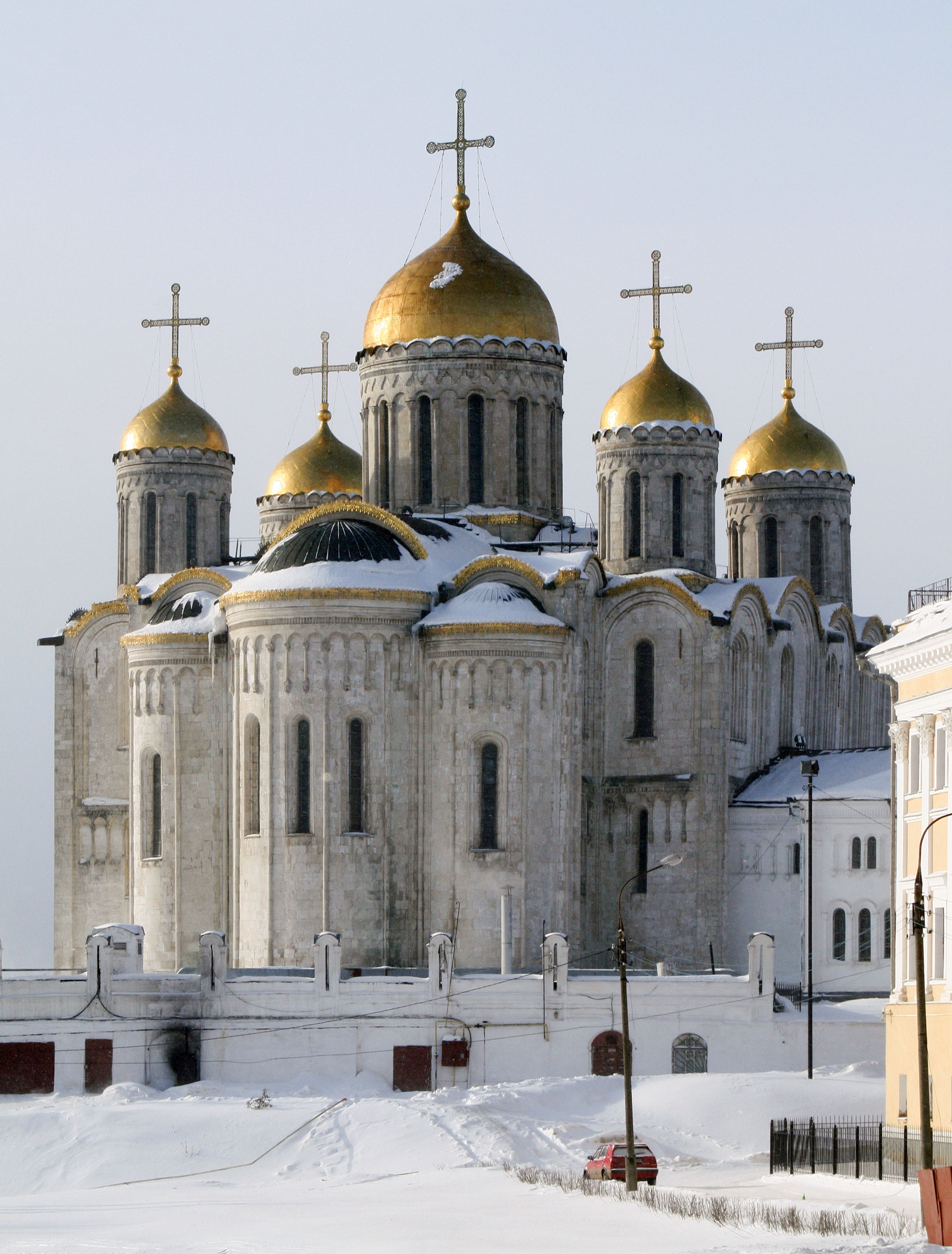
Catedral de la Asunción en Vladímir.

Al siguiente año (el 10 de abril de 1211), el hijo de Vsévolod Yúrievich, Yuri Vsévolodovich, y la hija de Vsévolod, Agafia Vsévolodovna, se casaron en la Catedral de la Dormición en Vladímir; Vsévolod asistió con toda su corte.
En septiembre de 1211, Danil Románovich atacó a los Ólgovichi en Halych y capturó las ciudades gobernadas por ellos. Los boyardos galitzianos colgaron a tres parientes de Vsévolod (Román Ígorevich, Sviatoslav Ígorevich, y Rostislav Románovich). Si la informanción de una crónica posterior es cierta, las esposas e hijos de Román y Sviatoslav fueron ejecutados junto a ellos. En consecuencia, los Ígorevichi fueron reducidos a una sola familia, la de Vladímir Ígorevich. Al apropiarse de los patrimonios de dos Ígorevichi ejecutados, Vsévolod aumentó sus tenencias personales.
Los ahorcamientos en Halych fueron un insulto imperdonable para los Ólgovichi, y el asesinato infame de tres de sus príncipes llamaba a represalias totales. A principios de 1212, Vsévolod libró una guerra contra los Rostislávichi. Sorprendentemente, no desató su ira contra los galitzianos ni contra Danil Románovich; en cambio, acusó al menor de los Rostislávichi, quien reinaba en un dominio insignificante, de matar a sus parientes, y lo expulsó. En junio de 1212, los Rostislávichi lanzaron una ofensiva superior contra Vsévolod para reclamar sus tierras. Además de las tropas que Mstislav Románovich había reunido en los dominios de Smolensk, Mstislav Mstislávich apareció el 8 de junio con una milicia nóvgorodiense. Los atacantes saquearon varios distritos pertenecientes a los Ólgovichi, empezando con Rechitsa, lo que demuestra que llegaron desde la margen derecha del río Dniéper.

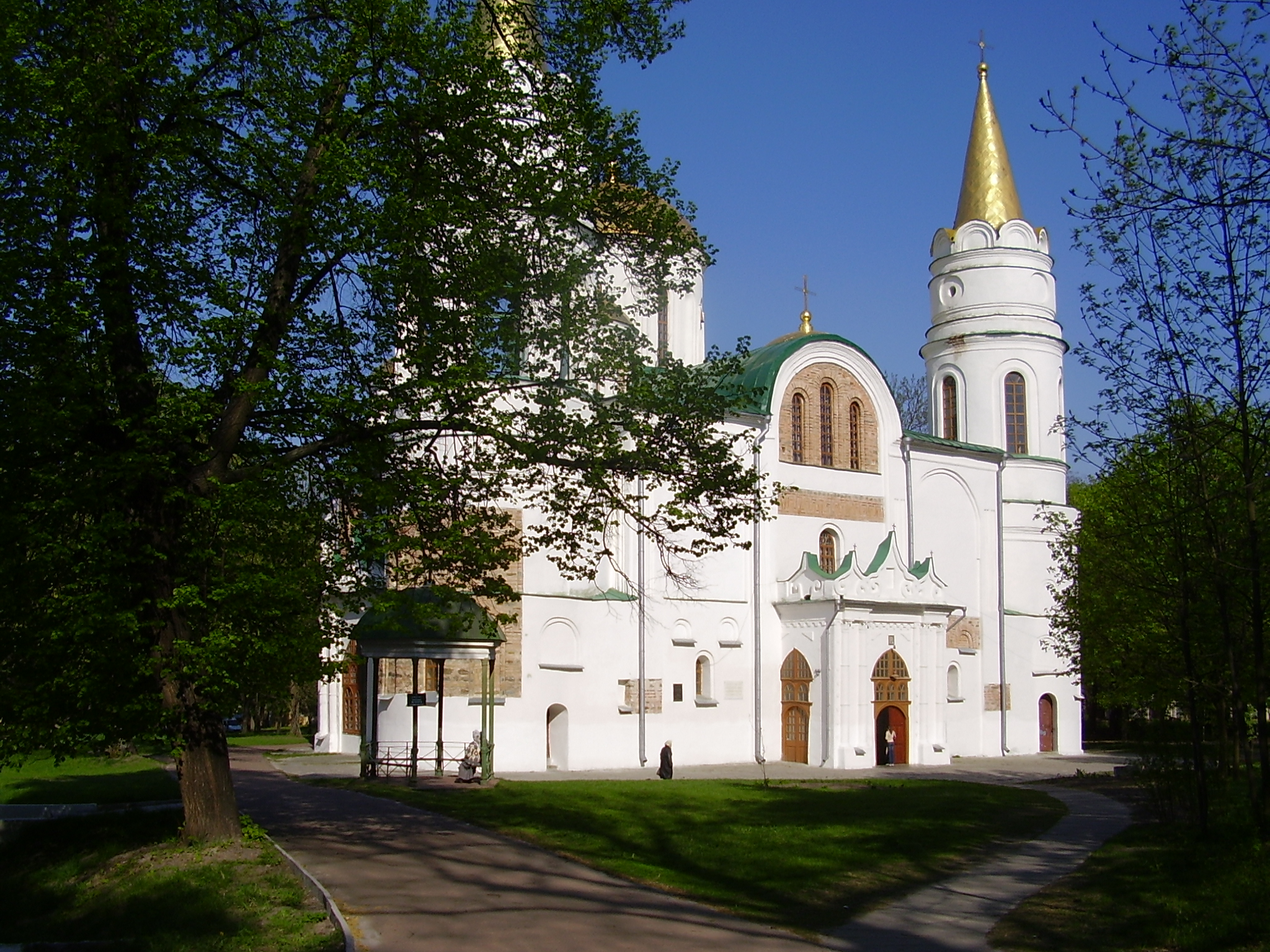
La Catedral del San Salvador en Chernígov (1030s).

Vsévolod y sus parientes confrontaron a los atacantes en Vishgorod; pero los Rostislávichi ocuparon la ciudad. Mientras los Rostislávichi saqueaban las ciudades de los Ólgovichi en su marcha a Kiev, su lento avance permite a los habitantes sitiados advertirle a Vsévolod del enemigo que avanza. En consecuencia, tuvo tiempo para convocar a los refuerzos, pero la fácil victoria de los Rostislávichi sugiere que aun así seguían superando en gran número a los Ólgovichi.
Vsévolod escapó de Kiev por tercera vez y buscó seguridad en Chernígov. Aunque los Rostislávichi lo persiguieron, fallaron en capturar la bien defendida ciudadela. Luego de dos semanas solo lograron prender fuego el exterior de la ciudad y saquear algunos pueblos periféricos. Al pasar el ataque, Vsévolod murió.
Como antiguo príncipe de Chernígov, fue enterrado en la Catedral del San Salvador.

## Casamiento e hijos
# 14 de octubre/24 de diciembre de 1178 / 14 de noviembre de 1179: María (rebautizada Anastasía), hija del Duque Casimiro II de Polonia con su esposa Elena de Znojmo, una princesa Přemyslidas.
- Gran príncipe Mijaíl Vsévolodovich de Kiev (c. 1185 - 20 de septiembre de 1246);[1][2]
- Agafia Vsévolodovna[nota 2] (? - 17 de febrero de 1238), esposa del Príncipe Yuri Vsévolodovich de Vladímir;[1][2]
- Vera Vsévolodovna,[nota 3] esposa del príncipe Mijaíl Vsévolodovich de Pronsk.[2]